# La Sireneta (pel·lícula de 1989)
La Sireneta (títol original en anglès The Little Mermaid) és una pel·lícula musical animada estatunidenca de 1989, produïda per Walt Disney Pictures i basada lliurement en el conte del mateix nom de Hans Christian Andersen (1837).
La història de la sireneta Ariel va donar un nou impuls a les pel·lícules animades que fins llavors havien entrat en decadència. Va suposar el retorn de Disney a les històries amb rerefons de conte de fades, i l'accentuació del paper de la música. Aquests canvis serien una constant en les pel·lícules posteriors i marcarien tota una nova era, coneguda com el Renaixement Disney, que arribaria al seu punt culminant el 1991 quan Beauty and the Beast va ser nominada a l'Oscar a la millor pel·lícula.

## Argument
Ariel, la filla menor del rei Tritó, és una sireneta que no està satisfeta amb la seva vida sota el mar. Curiosa amb el món humà, busca objectes de la terra i els guarda en una cova secreta imaginant la seva utilitat. A més, en contra dels advertiments del seu pare, també s'aventura amb el peix Flounder a la superfície de l'oceà per poder parlar amb la gavina Seagull i descobrir més sobre la seva col·lecció.
Durant una de les seves escapades precisament, es troba amb el vaixell del Príncep Eric que està celebrant el seu aniversari amb la seva tripulació. L'Ariel, la Sireneta, s'acosta al vaixell i es deixa meravellar per la música que s'hi toca i la visió del mateix príncep Eric, de qui s'enamora a primera vista. L'esclat d'una tempesta però, posa en perill la seva vida i l'Ariel, la Sireneta, no dubta en salvar el príncep Eric i portar-lo a la platja. Encara que, en un principi, el noi sembla mort, a poc a poc, va obrint els ulls i entreveu i sent cantar a l'Ariel, la Sireneta. Només l'arribada del gos d'Eric, Max, fa que l'Ariel, la Sireneta, fugi abans que la descobreixin.
El retorn al mar és lent i trist. l'Ariel, la Sireneta, té ganes de tornar a veure a l'Eric i el seu pare, el rei Tritó, no comprèn el seu desig d'apropar-se als humans. Així, quan Úrsula, la malvada bruixa del mar, li proposa a l'Ariel, la Sireneta, un pacte que li permetrà estar amb el seu estimat príncep Eric, l'Ariel ho accepta. l'Úrsula està disposada a donar cames a l'Ariel, la Sireneta durant tres dies. Si durant aquest temps l'Ariel, la Sireneta, aconsegueix un petó d'amor vertader per part d'Eric, la transformació serà per sempre. Si no és així, l'Ariel tornarà a convertir-se en una sireneta i quedarà sota el poder d'Úrsula, la bruixa del mar. A canvi de les dues cames però, l'Úrsula també li demana una cosa: la seva veu.
D'aquesta manera, l'Ariel arriba al castell d'Eric, com una humana i incapaç de parlar. Amb l'ajuda de Flounder, Seagull i el fidel cranc Sebastià intentarà complir el pacte que ha fet amb Úrsula. Malauradament, Úrsula, la bruixa del mar, no jugarà gens net i, veient que l'Ariel pot aconseguir l'amor d'Eric, es transforma en una jove atractiva anomenada Vanessa que tindrà la veu que ha pres i robat a l'Ariel, la Sireneta. Utilitzant els seus encanteris, Úrsula, convertida en una noia atractiva anomenada Vanessa amb la veu robada de l'Ariel, la Sireneta, hipnotitza el príncep Eric i fa que s'allunyi de l'Ariel, la Sireneta.
Mentrestant, el rei Tritó ha descobert l'engany i, sabent que la seva filla Ariel ha quedat sota el poder d'Úrsula, la malvada bruixa del mar, s'ofereix a canviar-se per ella. Evidentment, l'Úrsula, la malvada bruixa del mar, accepta aquesta sacrifici. Amb el rei Tritó fora de Palau, Úrsula, la malvada bruixa del mar, podrà apoderar-se del seu trident i regnar aleshores els mars. Amb el que no comptava però, era amb la intervenció d'Eric que, conscient del que ha passat a la seva estimada Ariel, la Sireneta, s'enfronta a Úrsula, la malvada bruixa del mar, i la mata.
Gràcies a l'actuació d'un humà, doncs, el rei Tritó podrà recuperar el seu tron i el mar no haurà de viure una època de terror sota la direcció d'Úrsula, la bruixa malvada del mar. Agraït al príncep Eric, per tant, i sabent que ell té el poder perquè la seva filla sigui feliç, transforma a la seva filla més jove Ariel en una noia humana amb dues cames i permet que ambdós s'uneixin, es casin i visquin un al costat de l'altre feliços per sempre més.

## Repartiment
- Jodi Benson: la princesa Ariel, la Sireneta
- Christopher Daniel Barnes: el príncep Eric
- Pat Carroll: Ursula, la malvada bruixa del mar
- Samuel E. Wright: Sebastian
- Jason Marin: Flounder
- Kenneth Mars: el rei Triton, el pare de la princesa Ariel, la Sireneta
- Buddy Hackett: Scuttle
- Ben Wright: Grimsby
- Paddi Edwards: Flotsam i Jetsam
- Edie McClurg: Carlotta
- Kimmy Robertson i Caroline Vasicek: Ariel's Sisters
- Will Ryan: Harold the Seahorse
- Frank Welker: Max the Sheepdog
- René Auberjonois: Chef Louis

## Diferències respecte al conte
La pel·lícula es pren algunes llicències respecte al conte original. Les principals passen per accentuar el maniqueisme dels personatges.
La bruixa del mar té un paper molt més actiu a la pantalla. Proposa tractes enganyosos i intenta robar l'amor del príncep mentre que, en la versió del conte original del conte Hans Christian Andersen, el personatge té un paper molt secundari i neutral, sense ser maligne. Les condicions que la bruixa del mar posa a la Sireneta per donar-li cames són més conseqüència de les "lleis" del seu ofici que d'un simple interés a fer-li mal. A l'encanteri original, la transformació de la sirena en humana li provoca un gran dolor físic que ella accepta silenciosament per amor. I, a més, l'intercanvi de cames per veu és un intercanvi irreparable. Ella podrà conservar la seva forma humana si el príncep s'enamora d'ella però no podrà recuperar mai més la seva veu.
L'amor de la Sireneta del conte és un amor no correspost, ja que el príncep, des del principi, està enamorat d'una altra princesa. Per tant, el final feliç en la versió literària i original del conte original de Hans Christian Andersen és impossible, i la Sireneta en el conte original de Hans Christian Andersen acaba morint mentre que el seu estimat príncep acaba casant-se amb l'altra princesa. Per aquesta raó, molts dels aspectes del conte danès es van modificar i es va construir una pel·lícula de Walt Disney més adequada al públic infantil i més propera als esquemes dels contes de fades que Disney havia portat al cinema anteriorment. En concret, es va buscar un argument en el qual la donzella/princesa hagués de superar diversos obstacles imposats per un personatge maligne, una bruixa malvada i dolenta del mar, però que, al final, es veiés recompensada amb l'amor del príncep i un gran casament.
Cal mencionar també que, com en altres produccions prèvies, Walt Disney va introduir a la cinta de 1989 uns personatges secundaris humorístics que no es trobaven en el conte original de Hans Christian Andersen, com el cranc Sebastià o el peix Flounder, que, heretant el paper del graciós del teatre clàssic, donen comicitat a la història i la fan més amena pels infants.

## Banda sonora[calcitació]
The Little Mermaid va ser considerada per alguns crítics com "la pel·lícula que va portar Broadway als dibuixos animats". Alan Menken va ser el principal compositor de les seves cançons, encara que en alguns casos va col·laborar amb Howard Ashman.

### Cançons
- "Fathoms Below" – Mariners
- "Daughters of Triton" – Filles del rei Tritó
- "Part of Your World" – Ariel
- "Part of Your World (Reprise)" – Ariel
- "Under the Sea" – Sebastià i les criatures del mar
- "Poor Unfortunate Souls" – Úrsula
- "Les Poissons" – Chef Louis
- "Kiss the Girl" – Sebastià i Cor
- "Vanessa's Song" – Vanessa/Úrsula
- "Part of Your World (Final)" – Cor

## Premis i nominacions[calcitació]
The Little Mermaid va obtenir un important nombre de premis durant la temporada cinematogràfica 1989-1990. La major part confirmava l'excel·lent qualitat de la pel·lícula en la seva vessant més musical:

### Premis
- Oscar a la millor banda sonora per Alan Menken
- Oscar a la millor cançó original per Under the Sea d'Alan Menken
- Globus d'Or a la millor banda sonora original per Alan Menken
- Globus d'Or a la millor cançó original per Under the Sea d'Alan Menken

### Nominacions
- Oscar a la millor cançó original per Kiss the Girl d'Alan Menken
- Globus d'Or a la millor pel·lícula musical o còmica
- Globus d'Or a la millor cançó original per Kiss the Girl d'Alan Menken